# Carlos Rojas García
Pour les articles homonymes, voir Rojas et García.
Carlos Rojas García, né le 23 septembre 1970 à Motril, est un avocat et homme politique espagnol membre du Parti populaire (PP).
Maire de sa ville natale de 2003 à 2004 puis entre 2007 et 2012, il est député au Parlement d'Andalousie de mars 2000 à décembre 2015 lorsqu'il est élu député de la circonscription de Grenade lors des élections législatives du 20 décembre.

## Biographie

### Vie privée
Carlos Rojas est le benjamin de cinq frères et sœur : Paloma, Miguel, Ricardo et José. Son père, Miguel Rojas Martín-Moré, a été l'un des avocats les plus prestigieux de la Costa Granadina.
Le sénateur Juan de Dios Martínez Soriano lui présente sa nièce, Fátima Churruca, avec laquelle il se marie au Pays basque en 2011. Ils se séparent peu après pour raisons personnelles. Carlos Rojas est père de deux filles : Camila Rojas Churruca et Erika Rojas Cuello. 

### Vie professionnelle
Il est titulaire d'une licence en droit et a suivi une formation doctorante en droit international public à l'université de Grenade. Il est diplômé en entrepreneuriat et secteur public par l'École de business de l'université de Deusto. Il est avocat.

### Maire de Motril
Il entre au Parti populaire en 1991. Parrainé par Juan de Dios Martínez Soriano, il devient président de la fédération locale de Motril. Il se présente aux élections municipales de 2003 et parvient à être élu maire de sa ville natale en obtenant la majorité relative. Cependant une motion de censure déposée dix-sept mois plus tard lui ravit son poste de maire qui revient à Pedro Álvarez. Lors des élections suivantes de 2007, il remporte une nouvelle majorité relative qui lui redonne son siège de maire pour toute la durée de la mandature. Quatre ans plus tard, il s'impose et remporte une majorité absolue qui lui assure un nouveau mandat.

### Député andalou
Parallèlement à ses fonctions exécutives locales, il est élu député au Parlement d'Andalousie lors des élections autonomiques de mars 2000. Successivement réélu, il se présente comme tête de liste lors des élections du 25 mars 2012 dans la circonscription autonomique de Grenade du fait de sa bonne entente avec le chef du parti en Andalousie et candidat à la présidence Javier Arenas. Bien que le PP a gagné les élections, il se trouve dans l'impossibilité de former un gouvernement et Carlos Rojas est nommé porte-parole du groupe populaire à la chambre parlementaire régionale le 18 avril. Deux mois plus tard, il choisit de démissionner de la mairie de Motril qui revient à son ancienne adjointe au maire Luisa María García Chamorro.

### Député national
Il est choisi pour conduire la liste du PP dans la circonscription de Grenade en vue des élections législatives de décembre 2015. La liste remporte trois mandats et il est logiquement élu membre du Congrès des députés avec ses collègues Santiago Pérez López et Concepción de Santa Ana. Il est réélu lors du scrutin anticipé de juin 2016 et nommé porte-parole adjoint du groupe populaire le 2 août. Il abandonne la direction du groupe parlementaire en juillet 2017 après la victoire de Pablo Casado lors du 19e congrès du parti et devient porte-parole à l'Immigration.